# Sopotnianka
Sopotnianka – potok, dopływ potoku Sopotnia. Na niektórych mapach ma nazwę Sopotni Małej.
Jego zlewnia znajduje się w Beskidzie Żywieckim (w Grupie Lipowskiego Wierchu i Romanki).
Najwyżej położone źródła znajdują się na wysokości około 1200 m na północnych zboczach Romanki, zasilana jest także przez kilka potoków spływających z grzbietu łączącego Romankę ze Skałą. Spływa w północno-wschodnim kierunku głęboką doliną, której prawe zbocza tworzy masyw Romanki i Kotarnicy, lewe grzbiet odchodzący od Skały poprzez Lachowe Młaki do Juszczynki i północno-wschodni grzbiet Juszczynki. Z obydwu tych zalesionych grzbietów górskich spływają do niej liczne potoki. Po opuszczeniu tych masywów górskich wypływa na płaskie tereny centrum miejscowości Sopotnia Mała i tutaj uchodzi do Sopotni jako jej lewy i największy dopływ. Następuje to na wysokości około 470 m, w miejscu o współrzędnych 49°38′08″N 19°18′04″E/49,635556 19,301111.
Długość całkowita Sopotnianki to około 10 km. Największym dopływem jest potok Juszczyna (lewobrzeżny). Inne dopływy to potoki: Raztoka, Pietruszówka, Potok Rakowy (wszystkie uchodzą do Sopotnianki z prawej strony).
Zlewnia Sopotnianki (z wyłączeniem potoku Juszczyna) w większości znajduje się na zalesionych terenach górskich wchodzących w skład Żywieckiego Parku Krajobrazowego. Zabudowany i zajęty przez pola miejscowości Sopotnia Mała jest tylko wąski pas doliny potoku w jej środkowej części i cała dolna część w pobliżu ujścia do Sopotni
.